# 行進曲「南を守る鳥」
行進曲「南を守る鳥」（こうしんきょく「みなみをまもるとり」 The Bird that Guards the South）は、2008年に奈良県吹奏楽連盟の委嘱で酒井格が作曲した吹奏楽曲。略称は「朱雀」。

## 概略
奈良県吹奏楽連盟創立50周年記念のために2008年10月に作曲。同年12月14日に奈良県吹奏楽連盟 中学校部会が開催した「みんなのコンサート」で初演が行われた。ただし、これは一部に限定された人のみしか聞けなかった（同コンサートに参加している学校の生徒やその保護者など）。そのため、一般の人でも聞けるようになったのは2009年2月1日に開かれたバンドフェスティバルで、それが実質的な初演になる。
「南を守る鳥」とは「朱雀」のことをいう。これは、奈良県奈良市にある平城宮跡の朱雀門の事を指す。作曲者の酒井はこの朱雀門のイメージから作曲した。また「行進曲」と称しているが、実際には行進曲的な要素はそれほどなく、コンサートマーチの要素が強くなっている。
酒井は10年前の奈良県吹奏楽連盟創立40周年記念の時にも2曲作曲しており（若草山のファンファーレ、大仏と鹿）、奈良県吹奏楽連盟に委嘱を頼まれたのは今回が2回目である。

## 曲の構成
冒頭はサックスとホルンによるファンファーレが響いた後、全部の楽器が入りメロディーを奏でる。その後にドラムマーチがあり、トロンボーンと木管の掛け合いがある。再び冒頭と同じメロディーが流れ、だんだん静かになりながら中間部に向かって行く。中間部はユーフォニアムのソロが奏でられ、同じメロディーが木管によって繰り返される。ホルンと木管の掛け合いの後に、冒頭と同じメロディーが流れる。再び中間部と同じメロディーが流れ、それが繰り返された後、最後に向かって壮大にメロディーが鳴り響き、冒頭と同じメロディーで曲が終わる。

## 編成
| 木管 | 木管                 | 金管 | 金管 | 弦・打 | 弦・打                                      |
| ---- | -------------------- | ---- | ---- | ------ | ------------------------------------------- |
| Fl.  | 2, Picc.             | Tp.  | 3    | Cb.    | ●                                           |
| Ob.  | 1                    | Hr.  | 4    | Timp.  | ●                                           |
| Fg.  | 1                    | Tbn. | 3    | 他     | Glock., Tri., S.D., Cym., Tamb., S.C., B.D. |
| Cl.  | 3, E♭, Alto, Bass    | Eup. | ●    | 他     | Glock., Tri., S.D., Cym., Tamb., S.C., B.D. |
| Sax. | Alt. 2 Ten. 1 Bar. 1 | Tub. | ●    | 他     | Glock., Tri., S.D., Cym., Tamb., S.C., B.D. |